# ケビン・シャッケルフォード
ケビン・ラッセル・シャッケルフォード（Kevin Russell Shackelford, 1989年4月7日 - ）は、アメリカ合衆国ノースカロライナ州シャーロット出身のプロ野球選手（投手）。右投右打。

## 経歴

### プロ入り前
マーシャル大学在学時は、大学野球のマーシャル・サンダリング・ヘードでプレーしていた。大学での最初の2シーズンは捕手としてプレーしていた。

### プロ入りとブルワーズ傘下時代
2010年のMLBドラフト21巡目（全体639位）でミルウォーキー・ブルワーズから指名され、6月17日に契約を結び、プロ入り。その年は、ルーキー級アリゾナリーグ・ブルワーズで13試合に登板し1勝2敗、防御率5.40だった。
2011年はルーキー+級のヘレナ・ブルワーズで15試合に登板、3勝5敗、防御率4.15だった。
2012年はA級ミッドウェストリーグのウィスコンシン・ティンバーラトラーズでプレーし、ティンバーラトラーズはミッドウェストリーグで優勝した。
2013年はA+級フロリダ・ステートリーグのブレバード・カウンティ・マナティーズとAA級のハンツビル・スターズでプレーした。オフにはアリゾナ・フォールリーグに派遣された。また、11月10日にメジャー契約を結び、40人枠入りした。
2014年7月17日にDFAとなった。その年もA+級フロリダ・ステートリーグのブレバード・カウンティ・マナティーズとAA級のハンツビル・スターズでプレーした。

### レッズ時代
2014年9月10日にジョナサン・ブロクストンとのトレードで、バレット・アスティンと共にシンシナティ・レッズへ移籍した。
2015年はAA級サザンリーグのペンサコーラ・ブルーワフーズで35試合に登板し2勝4敗、防御率3.72だった。
2016年11月7日にFAとなった。11月21日にレッズとマイナー契約で再契約を結んだ。
2017年6月27日にメジャー契約を結び、29日にMLBデビューを果たした。6月30日にオプションでマイナーに降格した。同年シーズンは26試合に登板し0勝0敗、防御率4.70だった。
2018年は5試合に登板し0勝1敗、防御率7.88。その後、6月5日にFAとなった。同月には右肘のトミー・ジョン手術を受けている。
2019年、2020年シーズン中は所属球団がなかった。

### DeNA時代
2020年11月21日に横浜DeNAベイスターズと育成選手契約を結んだ。背番号は049。登録名9文字は埼玉西武ライオンズに所属するコーリー・スパンジェンバーグと並び歴代最長となる。同年の夏にアメリカにて入団テストを受けた上での育成契約だった。
2021年4月23日にベイスターズと支配下登録を結び、背番号は49となった。この契約は新型コロナ禍による育成外国人の支配下登録期限延長の特例措置が適用される形となった。翌4月24日の阪神タイガース戦で7回裏にNPB初登板を果たした。シーズン32試合に登板し、1勝0敗1セーブ4ホールド、防御率5.17を記録。12月2日に自由契約選手として公示され、2022年1月21日に退団することが球団より発表された。

## 選手としての特徴・人物
最速156km/hのストレートと鋭く落ちるスライダーを投げる。
愛称は「シャック」。

## 詳細情報

### 年度別投手成績
| 年 度    | 球 団    | 登 板 | 先 発 | 完 投 | 完 封 | 無 四 球 | 勝 利 | 敗 戦 | セ 丨 ブ | ホ 丨 ル ド | 勝 率 | 打 者 | 投 球 回 | 被 安 打 | 被 本 塁 打 | 与 四 球 | 敬 遠 | 与 死 球 | 奪 三 振 | 暴 投 | ボ 丨 ク | 失 点 | 自 責 点 | 防 御 率 | W H I P |
| -------- | -------- | ----- | ----- | ----- | ----- | -------- | ----- | ----- | -------- | ----------- | ----- | ----- | -------- | -------- | ----------- | -------- | ----- | -------- | -------- | ----- | -------- | ----- | -------- | -------- | ------- |
| 2017     | CIN      | 26    | 0     | 0     | 0     | 0        | 0     | 0     | 0        | 3           | .000  | 135   | 30.2     | 30       | 6           | 13       | 0     | 3        | 38       | 1     | 0        | 16    | 16       | 4.70     | 1.40    |
| 2018     | CIN      | 5     | 0     | 0     | 0     | 0        | 0     | 1     | 0        | 0           | .000  | 41    | 8.0      | 13       | 0           | 4        | 1     | 1        | 7        | 1     | 0        | 8     | 7        | 7.88     | 2.13    |
| 2021     | DeNA     | 32    | 0     | 0     | 0     | 0        | 1     | 0     | 1        | 4           | 1.000 | 141   | 31.1     | 28       | 3           | 16       | 0     | 5        | 34       | 4     | 0        | 19    | 18       | 5.17     | 1.40    |
| MLB：2年 | MLB：2年 | 31    | 0     | 0     | 0     | 0        | 0     | 1     | 0        | 3           | .000  | 176   | 38.2     | 43       | 6           | 17       | 1     | 4        | 45       | 2     | 0        | 24    | 23       | 5.35     | 1.55    |
| NPB：1年 | NPB：1年 | 32    | 0     | 0     | 0     | 0        | 1     | 0     | 1        | 4           | 1.000 | 141   | 31.1     | 28       | 3           | 16       | 0     | 5        | 34       | 4     | 0        | 19    | 18       | 5.17     | 1.40    |

- 2021年度シーズン終了時
- 各年度の太字はリーグ最高

### 記録

#### NPB
初記録
- 初登板：2021年4月24日、対阪神タイガース5回戦（阪神甲子園球場）、7回裏に4番手で救援登板、1回無失点
- 初奪三振：同上、7回裏に小野寺暖から空振り三振
- 初ホールド：2021年4月28日、対広島東洋カープ5回戦（MAZDA Zoom-Zoom スタジアム広島）、6回裏に3番手で救援登板、1回無失点
- 初セーブ：2021年6月29日、対中日ドラゴンズ11回戦（明治神宮野球場）、6回表に2番手で救援登板・完了、1回無失点 ※降雨コールドゲームのため
- 初勝利：2021年7月6日、対広島東洋カープ12回戦（MAZDA Zoom-Zoom スタジアム広島）、7回裏に3番手で救援登板、1回無失点

### 背番号
- 41（2017年6月27日 - 2018年6月5日）
- 049（2021年 - 同年4月22日）
- 49（2021年4月23日 - 同年終了）